# Vice Buljan
Vice Buljan (Sinj, 1905. – 1978.) bio je hrvatski političar, gradonačelnik Sinja i alkarski vojvoda.

## Životopis
Rodio se u Sinju 1905. godine, u uglednoj, bogatoj i brojnoj sinjskoj obitelji. Uz njega je obitelj imala deset sinova i četiri kćeri. Jedini je Vice imao sklonosti prema politici, pa je tako iz ideala 1934. g. izabrao članstvo u KP Komunističkoj partiji. Godine 1940. pobijedio je na listi Hrvatske seljačke stranke na općinskim izborima i postao načelnik općine. U tadašnjoj Kraljevini Jugoslaviji to je bila jedina[nedostaje izvor] općina gdje je komunist osvojio vlast na izborima pa je Sinj dobio naziv »crvena općina«.
Sljedeće godine Vice se s drugovima uključio u organiziranje otpora okupatoru, a tijekom rata obnašao je razne vojne i političke dužnosti. Bio je i vijećnik ZAVNOH-a i AVNOJ-a, a po završetku rata predsjednik Oblasnoga narodnooslobodilačkog odbora za Dalmaciju. 
Biran je za zastupnika u Saboru NR Hrvatske i za saveznoga narodnog zastupnika. Jedno vrijeme bio je na funkciji ministra ribarstva u Hrvatskoj. 
Svom Sinju donio je puno toga, prije svega tvornicu i predionicu konca Dalmatinka, koja je u jednom razdoblju zapošljavala oko tri tisuće radnika i bila jedna od najboljih takve vrste u jugoistočnoj Europi. Malo je poznato da se Dalmatinka trebala graditi u susjednom Livnu, ali je zbog političkog umijeća i pregovaračke i nagovaračke sposobnosti Vice Buljana tvornica izgrađena u Sinju. 
Zahvaljujući tvornici, Sinj se naglo urbanizirao, gradile su se radničke stambene četvrti, čuveni gradski bazen olimpijskih dimenzija, među prvima u Jugoslaviji, asfaltirale su se ceste, osvjetljivale ulice, a razvijao se i bogat društveni, kulturni i sportski život. Stariji ga Sinjani, osim po duhovitosti, pamte i po čestitosti, plemenitosti te demokratičnom ponašanju.
Buljan je bio alkarski vojvoda od 1957. do 1963. godine. Umro je 1978. i pokopan u skromnoj obiteljskoj grobnici na starom dijelu groblja sv. Frane u Sinju. Radnice Dalmatinke 20. ožujka 2009. godine položile su cvijeće na njegovu grobnicu, prisjećajući se njegovih zasluga i doprinosa Sinju i Cetinskom kraju. Njegov život zabilježen je u seriji Čovik i po, a legendarnog Sinjanina glumio je Boris Dvornik.